# انتخابات ریاست‌جمهوری قزاقستان (۲۰۱۹)
انتخابات زودهنگام ریاست‌جمهوری قزاقستان در ۹ ژوئن ۲۰۱۹ به دنبال استعفای رئیس‌جمهور طولانی‌مدت نورسلطان نظربایف برگزار شد. هفت نامزد برای شرکت در انتخابات ثبت‌نام کرده‌اند، از جمله قاسم جومرد توقایف، که سه ماه پیش از انتخابات پس از استعفای نظربایف رئیس‌جمهور شد. توقایف در انتخابات ۹ ژوئن با کسب ۷۱ درصد آرا به عنوان رئیس‌جمهور انتخاب شد. نزدیکترین رقیبش، امیرجان کوزانف از حزب اولت تغدیری بود که، ۱۶٪ آرا را به دست آورد.

## پیش‌زمینه
در انتخابات ریاست‌جمهوری سال ۲۰۱۵ نظربایف برای پنجمین دورهٔ متوالی به عنوان رئیس‌جمهور انتخاب شد. انتظار می‌رفت که او بار دیگر در سال ۲۰۲۰ نامزد شود، اما در مارس ۲۰۱۹ استعفا داد و اعلام کرد که رئیس مجلس سنا قاسم جومرد توقایف برای بقیهٔ دوره ۲۰۱۵–۲۰۲۰ عهده‌دار مقام ریاست جمهوری قزاقستان خواهد بود. با این حال، در ماه آوریل توقایف اعلام کرد که انتخابات زودهنگام در ماه ژوئن برگزار خواهد شد.

## نظام انتخاباتی
رئیس‌جمهور قزاقستان با استفاده از نظام انتخاباتی دومرحله‌ای انتخاب می‌شود؛ اگر هیچ نامزدی اکثریت آرا را در دور اول کسب نکند، دور دوم انتخابات بین دو نامزدی که بیش‌ترین رای را آورده باشند برگزار می‌شود.

## نامزدها
نُه نامزد برای رقابت در انتخابات در کمیسیون مرکزی انتخابات ثبت نام کردند. از این میان یکی از نامزدها انصراف داد و یک نفر به دلیل نداشتن دانش کافی از زبان قزاقی رد صلاحیت شد.

## ازمون زبان قزاقی برای ریاست جمهوری
در مرحله اول، متقاضی یک اثر کتبی در مورد موضوع پیشنهادی کمیسیون زبان‌شناسی ارائه می‌دهد. این موضوع نباید بیش از ۲ صفحه باشد وحداکثر زمان نوشتن آن ۱ ساعت طول است. اگر متقاضی نتواند موضوع را در ۱ ساعت تکمیل کند، کمیسیون می‌تواند در صورت  نیاز و صلاح دید نیم ساعت دیگر به او فرصت دهد.
در مرحله دوم، متقاضی متن انتخاب شده توسط کمیسیون را که بیش از سه صفحه نیست، مطالعه می‌کند. در مرحله سوم، نامزد در مورد موضوع مورد نظر صحبت خواهد کرد. کمیسیون ممکن است سوالات بیشتری برای بررسی عمیق‌تر موضوع بپرسد.

## نامزدهای نهایی
| نامزد، حزب سیاسی                                          | نامزد، حزب سیاسی | نامزد، حزب سیاسی | مناصب سیاسی | تاریخ ثبت نام |
| --------------------------------------------------------- | ---------------- | ---------------- | --- | ------------- |
| جمیل احمدبیگوف (۵۸) حزب کمونیست خلق قزاقستان              |                  |                  | عضو مجلس (۲۰۱۲–اکنون) | ۶ مه ۲۰۱۹     |
| دانیا اسپائوا (۵۸) آک ژول                                 |                  |                  | عضو مجلس (۲۰۱۶–اکنون) | ۴ مه ۲۰۱۹     |
| امیرجان کوزانف (۵۵) سرنوشت ملت                            |                  |                  | روزنامه‌نگار | ۶ مه ۲۰۱۹     |
| تولئوتی رحیم‌بیگوف (۵۴) ائویل                              |                  |                  | رئیس هیئت مدیرهٔ مرکز ملی علوم و آموزش کشاورزی | ۶ مه ۲۰۱۹     |
| امان‌گلدی تسبیحوف (۵۹) فدراسیون اتحادیه‌های کارگری قزاقستان |                  |                  | رئیس انجمن محلی اتحادیه‌های کارگری استان قزاقستان غربی عضو مجلس (۲۰۰۴–۲۰۰۷) | ۴ مه ۲۰۱۹     |
| قاسم جومرد توقایف (۶۵) نور اوتان                          |                  |                  | رئیس‌جمهور قزاقستان (۲۰۱۹–اکنون) رئیس سنای قزاقستان (۲۰۰۷–۲۰۱۱ و ۲۰۱۳–۲۰۱۹) مدیر کل دفتر سازمان ملل متحد در ژنو (۲۰۱۱–۲۰۱۳) وزیر امور خارجه (۲۰۰۲–۲۰۰۷) نخست‌وزیر قزاقستان (۱۹۹۹–۲۰۰۲) | ۳ مه ۲۰۱۹     |
| صادق‌بیگ توگل (۶۴) اولی دالان قیرانداری                    |                  |                  | نایب رئیس اول انجمن ورزش‌های ولی افغانستان رئیس فدراسیون اسب‌سواری قزاقستان | ۳ مه ۲۰۱۹     |

## کارزار
توقایف برای دستکاری بیش از حد عکس‌های رسمی خود و پاک کردن چین و چروک و غبغب در رسانه‌های اجتماعی مورد تمسخر قرار گرفته‌است.

## نتایج اولیه
| نامزد                        | نامزد                        | حزب                          | آرا        | ٪     |
| ---------------------------- | ---------------------------- | ---------------------------- | ---------- | ----- |
|                              | قاسم جومرد توقایف            | نور اوتان                    | ۶٬۵۳۹٬۷۱۵  | ۷۰٫۹۶ |
|                              | امیرجان کوزانف               | اولت تغدیری                  | ۱٬۴۹۵٬۴۰۱  | ۱۶٫۲۳ |
|                              | دانیا اسپائوا                | حزب دموکرات آک ژول           | ۴۶۵٬۷۱۴    | ۵٫۰۵  |
|                              | تولئوتی رحیم‌بیگوف            | ائویل                        | ۲۸۰٬۴۵۱    | ۳٫۰۴  |
|                              | امان‌گلدی تسبیحوف             | فدراسیون اتحادیه‌های کارگری   | ۱۸۲٬۸۹۸    | ۱٫۹۸  |
|                              | جمیل احمدبیگوف               | حزب کمونیست خلق              | ۱۶۷٬۸۴۹    | ۱٫۸۲  |
|                              | صادق‌بیگ توگل                 | اولی دالان قیرانداری         | ۸۴٬۵۸۲     | ۰٫۹۲  |
| آرای باطله/سفید              | آرای باطله/سفید              | آرای باطله/سفید              | ۵۷٬۵۰۰     | –     |
| مجموع                        | مجموع                        | مجموع                        | ۹٬۲۷۴٬۱۱۰  | ۱۰۰   |
| رای‌دهندگان ثبت‌نام‌کرده/مشارکت | رای‌دهندگان ثبت‌نام‌کرده/مشارکت | رای‌دهندگان ثبت‌نام‌کرده/مشارکت | ۱۱٬۹۶۰٬۳۶۴ | ۷۷٫۵۴ |
| منبع: CEC                    |                              |                              |            |       |